# Frédéric Boilet
Frédéric Boilet (Épinal, 16 januari 1960) is een Frans stripauteur.
Boilet was een pionier van manga in Frankrijk in de jaren 80 en woonde verschillende jaren in Japan. Bij zijn terugkeer in Europa werkte hij in het Atelier des Vosges met onder andere Christophe Blain, Emile Bravo, Emmanuel Guibert en Sfar. In 1997 vertrok hij terug naar Japan om er te wonen en te werken, om in 2008 terug te keren naar Frankrijk. Hij vertaalde strips van het Frans naar het Japans en omgekeerd. Hij werkte ook als collectiedirecteur bij uitgeverij Casterman. Boilet is de oprichter van de La nouvelle manga beweging.

## Werk
- Vivi des Vosges, met Aurélia Aurita (Les Impressions Nouvelles)
- Demi-tour, met Benoît Peeters en Emmanuel Guibert (Dupuis)
- Mariko parade, met Kan Takahama (Casterman)
- Love hotel en Tôkyô est mon jardin, met Benoît Peeters en Jirô Taniguchi (Ego comme X)

- Bibliothèque nationale de France: cb120418717 (data)
- CiNii: DA11555969
- Gemeinsame Normdatei: 1145750494
- International Standard Name Identifier: 0000 0001 1064 5986
- Library of Congress Control Number: no2007058302
- Bibliotheek van het Japanse parlement: 00725895
- Nationale Bibliotheek van Polen: a0000002074796
- Nederlandse Thesaurus van Auteursnamen: 07252880X
- Istituto Centrale per il Catalogo Unico: UBOV938081
- Système universitaire de documentation: 028619927
- Virtual International Authority File: 59101118
- WorldCat: E39PBJtGXFjDc7gq4X4k6jkhpP